# اداره تحقیقات عمومی عربستان سعودی
اداره تحقیقات عمومی (به عربی: المَباحِث العامة السُّعُودیة) پلیس مخفی دولت عربستان سعودی است که وظیفه تأمین امنیت داخلی و امور ضداطلاعاتی داخلی را بر عهده دارد. از سال ۲۰۱۷ این سازمان زیرمجموعه ریاست امنیت دولت قرار دارد که به دستور محمد بن سلمان تشکیل شد.